# Torre Paola
Torre Paola è una torre costiera difensiva posta sul Promontorio del Circeo al confine con la lunga spiaggia di Sabaudia.

## Storia
Venne eretta tra la fine del Quattrocento e gli inizi del Cinquecento. Presenta un'architettura e accorgimenti tecnico-ossidionali tipicamente martiniani; nei disegni di Francesco di Giorgio Martini compaiono spesso torrioni la cui architettura è molto simile agli accorgimenti adottati per la costruzione del torrione denominato "Torre Paola".
Insieme a Torre Fico fu la prima ad essere edificata, posta in un punto strategico a custodia della foce del canale emissario del Lago di Paola, divenendo parte di un sistema difensivo di sei torri.
Già durante la sua costruzione subì il primo attacco da parte dei saraceni (che scesero dall'alto della montagna per cogliere la guarnigione di sorpresa) tanto che, per ovviare a future incursioni dalla rupe, venne modificato l'impianto originario, dandogli la particolare struttura a testuggine con struttura difensiva lato montagna.
Nel 1563 per volontà di Papa Pio IV (1559-1565) fu ulteriormente aggiornata ad opera dei signori di Sermoneta e San Felice Circeo per contrastare le continue incursioni dei pirati saraceni, completando un sistema difensivo che comprendeva, verso Roma, Torre Astura, Tor Caldara e Tor San Lorenzo.
Nel 1604, dalla torre, si riuscì a cannoneggiare e a spingere alla fuga alcune navi turche.
Nel 1773, come riporta l'archivio di stato, a Torre Paola vi erano 1 cannone da 10 con 15 palle, 15 casse di mitraglia e 15 di polvere, 1 cannone da 3/4 con 15 palle, 15 cassa di mitraglia e 70 di polvere; 1 cannone da 1 con 15 palle, 15 casse di mitraglia e 7 di polvere.
Nel 1809, i soldati di presidio si opposero con il fuoco a navi inglesi e numerosi furono gli scontri e le vicissitudini che videro la torre coinvolta.

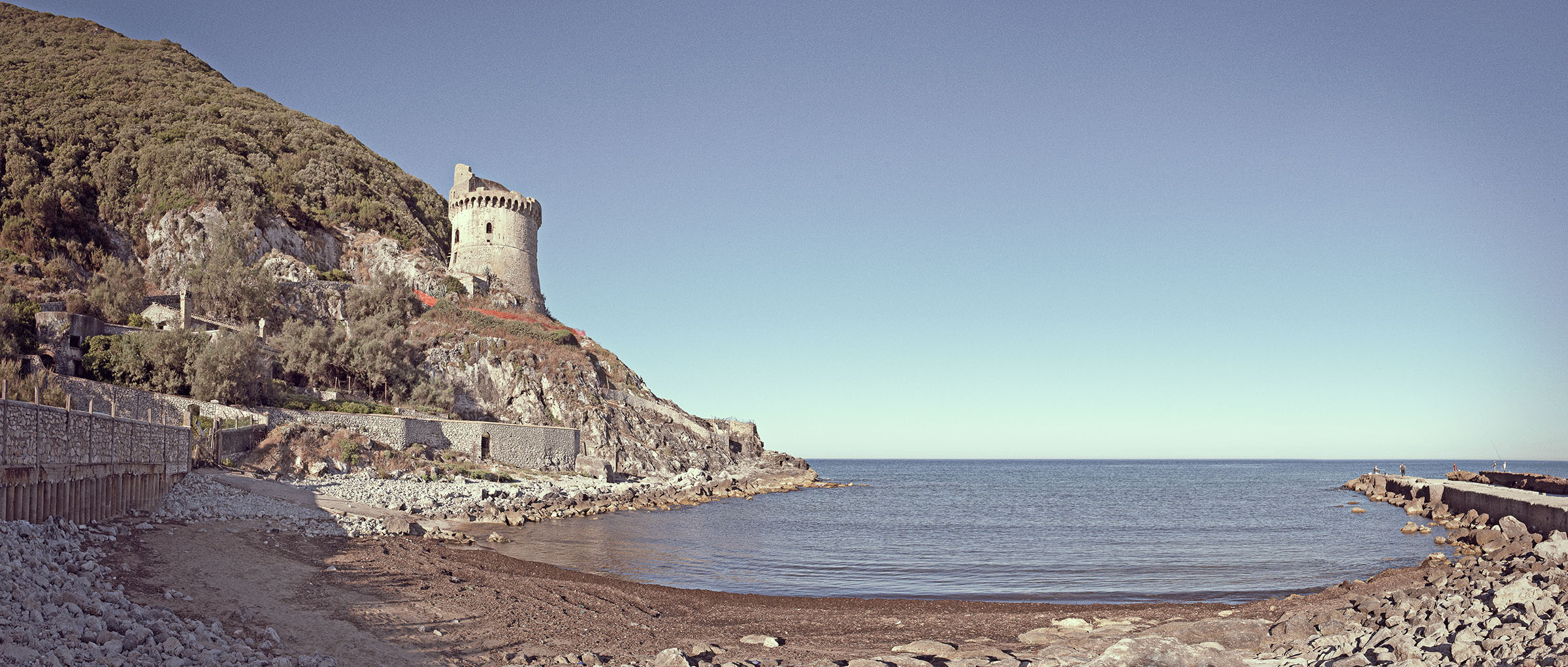
Panoramica della Torre Paola con la spiaggia antistante